# Momma's Man
Pour plus de détails, voir Fiche technique et Distribution.
Momma's Man est un film américain réalisé par Azazel Jacobs et sorti en 2008.
Le film est présenté au festival du film de Sundance le 11 juillet 2008. Visit Films acquiert alors les droits internationaux du film.
Le film s'inspirant beaucoup de sa propre vie, Azazel Jacobs a choisi ses véritables parents pour jouer le père et la mère de Mikey.
Le tournage a duré 21 jours.

## Synopsis
Mikey s'installe chez ses parents après un voyage d'affaires à New York. Une fois son voyage terminé, au lieu de rentrer chez lui pour retrouver sa femme et son enfant, il décide de rester chez ses parents en trouvant des excuses.

## Fiche technique
Sauf indication contraire, les informations mentionnées dans cette section peuvent être confirmées par la base de données cinématographiques IMDb,  présente dans la section « Liens externes ».
- Titre original : Momma's Man
- Réalisation : Azazel Jacobs
- Scénario : Azazel Jacobs
- Musique : Mandy Hoffman
- Photographie : Tobias Datum
- Montage : Darrin Navarro
- Production : Dave Saltzman, Hunter Gray, Alex Orlovsky
- Budget : 500 000$
- Box-office : 123 385$
- Pays de production : États-Unis
- Société de production : Artists Public Domain
- Société de distribution : Kino International
- Langue originale : anglais
- Format : couleur — 35mm — 1.85 : 1 — Dolby Digital
- Genre : Comédie dramatique
- Durée : 94 minutes
- Date de sortie : 2008

## Distribution
- Matt Boren : Mikey
- Ken Jacobs : Le père
- Flo Jacobs : La mère
- Richard Edson : Tom
- Eleanor Hutchins : Bridgitte

## Accueil
Le film reçoit un accueil mitigé en France, mais reçoit un accueil plutôt positif aux États-Unis.
En France, Écran large déclare que le film "perds vite de son intérêt", et estime que le film est "pensé, réalisé et destiné avant tout à Azazel Jacobs". Le site Abus de ciné considère le film comme un "difficile passage de la quarantaine", et compare le film à Tanguy dans son concept, estimant que la comédie est sous-exploitée.
Au Royaume-Uni, The Guardian considère le film comme agréable et lui mets la note de 4/5.
Aux États-Unis, The Hollywood Reporter déclare que le réalisateur a adopté une approche rigoureuse pour un effort minimaliste, mais que le film pourrait bien atteindre un statut de culte. Salon.com déclare que le film pourrait être lié au Mumblecore, mais refuse d'associer le film d'Azazel à ce mouvement. Variety trouve que Jacobs réussit à équilibrer les côtés émotionnels du scénario avec des moments burlesque que le site qualifie de "Chaplinesque". Entertainment Weekly trouve que Jacobs a réussi à "faire plus que réaliser un autre film indépendant familial et excentrique, il a créé une véritable vision",. Le New York Times considère le film comme "touchant et vrai, mi-pleurant, mi-comédie". Le journal déclare aussi que malgré le petit casting et son faible budget, le film est "trompeusement humble", car il réussit à donner vie à un personnage par la réalisation, et non l'exposition. Slant considère que le film puise son influence auprès des films de John Cassavetes, avec "un sens respectueux de l'expérience présente et vécue". IndieWire a trouvé le film "exceptionnellement tendre, drôle et poignant".

## Distinctions
(en) Récompenses pour Momma's Man sur l’Internet Movie Database

### Récompenses
- Festival international du film de Vienne 2008 : Prix des lecteurs du quotidien Der Standard.
- IndieLisboa 2008 : Prix FIPRESCI

### Nominations
- Festival du cinéma américain de Deauville 2008 : Grand Prix
- Festival international du film de Copenhague 2009 : Prix du public
- Festival du film de Turin : Prix de la ville